# Whiterocks
Whiterocks (en español, rocas blancas) es el nombre de un lugar designado por el censo ubicado en el condado de Uintah en el estado estadounidense de Utah. En el año 2000 tenía una población de 341 habitantes, un leve incremento de los 312 registrados en 1990. 

## Geografía
Whiterocks se encuentra ubicado en las coordenadas 40°28′3″N 109°55′47″O / 40.46750, -109.92972. Según la Oficina del Censo, la localidad tiene un área total de 6,1 km² (2,4 mi²), de la cual toda es tierra.

## Demografía
Según la Oficina del Censo en 2000, había 341 personas y 390 familias residentes en el lugar, 5.57% de los cuales eran personas de raza blanca y más del 93% personas nativas de los Estados Unidos.
Según la Oficina del Censo en 2000 los ingresos medios por hogar en la localidad eran de $10,417, y los ingresos medios por familia eran $15,156. Los hombres tenían unos ingresos medios de $21,750 frente a los $15,833 para las mujeres. La renta per cápita para la localidad era de $3,920. Alrededor del 70.9% de la población estaban por debajo del umbral de pobreza.